# Polypedilum umayo
Polypedilum umayo är en tvåvingeart som beskrevs av Roback och Coffman 1983. Polypedilum umayo ingår i släktet Polypedilum och familjen fjädermyggor.
Artens utbredningsområde är Peru. Inga underarter finns listade i Catalogue of Life.